# Liga Femenina de Básquetbol 2023-24
La Liga Femenina de Básquetbol de 2023-24 fue la séptima temporada de la máxima categoría argentina del baloncesto femenino. A diferencia de los dos años anteriores, la temporada consistió de dos torneos, un apertura disputado entre septiembre y diciembre de 2023, y un clausura (también denominado "Liga Femenina 2024") que desarrollado entre enero y abril de 2024. La competencia otorgó cupos para la Liga Sudamericana de Clubes y la reciente Liga Femenina de Baloncesto de las Américas.
El campeón del torneo apertura fue el Club Ferro Carril Oeste tras derrotar a Obras Sanitarias por 82-61 en la final y así conseguir de forma invicta su primer campeonato en la competencia.En el torneo 2024, por su parte, el campeón fue Unión Florida tras vencer también en la serie final de cuatro partidos a Obras Sanitarias y sumar así su segundo campeonato en el certamen.Carla Miculka, interna de Unión Florida, fue elegida como la MVP de las finales de este torneo.

## Formato de competencia
El torneo apertura se disputó con los equipos participantes divididos en dos conferencias, en donde se enfrentaron en un sistema de todos contra todos. Esta fase regular se extenderió desde el 21 de septiembre hasta el 19 de noviembre. Los 2 primeros equipos de cada zona accederieron automáticamente a las semifinales, mientras que el resto jugó unos play-in en donde el tercero del grupo enfrentó al sexto y el cuarto al quinto. Una vez definidos los semifinalistas, las series se disputaron al mejor de tres juegos. Los cuatro equipos que ganaron las semifinales participaron del Final 4, estipulado del 15 al 17 de diciembre, previo a un receso de verano.
El torneo 2024, por su parte, fue denominado "Liga Femenina" y constó de una zona única donde los equipos se enfrentarán en un sistema de todos contra todos a ida y vuelta, con los 6 mejores equipos de la Fase Regular clasificando a los play-offs (los dos primeros directo a semifinales, del tercero al sexto a cuartos de final) que se jugaron al mejor de tres partidos. El inicio de este torneo estuvo pautado para el 13 de enero, con la llave final estipulada para el 20, 27 y 28 de abril.
Aunque estaba anunciado que el campeón del segundo torneo jugaría la Liga Femenina de Baloncesto de las Américas y el subcampeón calificará a la Liga Sudamericana de Clubes junto con el ganador del Apertura,en marzo de 2024 la FIBA anunció un cambio en la asignación de plazas, con dos clasificados a la LFBA (los campeones de los dos torneos) y uno a la Liga Sudamericana (Obras, por ser el subcampeón del Apertura).
En cuanto a los planteles, cada equipo pudo contar con 8 fichas mayores, 4 sub-21 y el resto de las jugadoras juveniles. Además, el torneo volvió a disputarse en el tradicional formato de cuatro cuartos de 10 minutos de duración en lugar de los 8 de la última temporada.
Los equipos participantes serían los mismos de la edición anterior, a excepción de Pacífico (Neuquén), quién desistió de participar por motivos económicos.

## Torneo Apertura

### Conferencia norte

#### Fase regular
| Equipo | Equipo         | PJ | PG | PP | Pts | PF  | PC  | Coc |
| ------ | -------------- | -- | -- | -- | --- | --- | --- | --- |
| 1.º    | Ameghino       | 10 | 10 | 0  | 20  | 625 | 450 | 1   |
| 2.º    | Quimsa         | 10 | 6  | 4  | 16  | 655 | 561 | 0.6 |
| 3.º    | Olimpico (LB)  | 10 | 4  | 6  | 14  | 589 | 702 | 0.4 |
| 4.º    | Riachuelo (LR) | 10 | 4  | 6  | 14  | 582 | 566 | 0.4 |
| 5.º    | Instituto      | 10 | 3  | 7  | 13  | 557 | 629 | 0.3 |
| 6.º    | Montmartre     | 10 | 3  | 7  | 13  | 562 | 662 | 0.3 |

|  |                               |
|  | Clasificados a los play-offs. |
|  | Clasificados al play-in.      |

| 21 de septiembre 18:00 | Instituto                                                            | 40–51                | Ameghino                                                                      |                         |  |
|                        |                                                                      |                      |                                                                               |                         |  |
|                        | Estadísticas Candela Foresto 15 Victoria Michel 10 Candela Foresto 7 | Reporte Pts Reb Asts | Estadísticas Malvina D'Agostino 12 Malvina D'Agostino 14 Malvina D'Agostino 4 | Pabellón: Angel Sandrín |  |

| 21 de septiembre | Montmartre                                                                      | 60–55                | Riachuelo                                                             |                        |  |
|                  |                                                                                 |                      |                                                                       |                        |  |
|                  | Estadísticas Maria M. Acevedo 21 Julieta Ibarra de la Vega 10 Julieta Vazquez 7 | Reporte Pts Reb Asts | Estadísticas Ornella Santelli 18 Ornella Santelli 9 Maitena Vazquez 4 | Pabellón: C.A. Olimpia |  |

| 22 de septiembre 21:30 | Quimsa       | 64–67           | Ciclista Olímpico | Santiago del Estero |  |
|                        |              |                 |                   |                     |  |
|                        | Estadísticas | Reporte Pts Reb | Estadísticas      | Pabellón: Ciudad    |  |

| 30 de septiembre 21:30 | Quimsa       | 66–39           | Montmartre   | Santiago del Estero      |  |
|                        |              |                 |              |                          |  |
|                        | Estadísticas | Reporte Pts Reb | Estadísticas | Pabellón: Estadio Ciudad |  |

| 30 de septiembre 21:30 | Ciclista Olímpico | 75–54           | Riachuelo    |                      |  |
|                        |                   |                 |              |                      |  |
|                        | Estadísticas      | Reporte Pts Reb | Estadísticas | Pabellón: Centenario |  |

| 1 de octubre 21:30 | Ciclista Olímpico | 68–63   | Montmartre   |                      |  |
|                    |                   |         |              |                      |  |
|                    | Estadísticas      | Pts Reb | Estadísticas | Pabellón: Centenario |  |

| 1 de octubre 21:30 | Quimsa       | 62–51           | Riachuelo    | Santiago del Estero      |  |
|                    |              |                 |              |                          |  |
|                    | Estadísticas | Reporte Pts Reb | Estadísticas | Pabellón: Estadio Ciudad |  |

| 7 de octubre | Instituto    | 66–58           | Montmartre   | Córdoba                 |  |
|              |              |                 |              |                         |  |
|              | Estadísticas | Reporte Pts Reb | Estadísticas | Pabellón: Angel Sandrin |  |

| 7 de octubre | Ameghino     | 70–60           | Riachuelo    |  |  |
|              |              |                 |              |  |  |
|              | Estadísticas | Reporte Pts Reb | Estadísticas |  |  |

| 8 de octubre 20:00 | Instituto    | 43–74           | Riachuelo    | Córdoba                 |  |
|                    |              |                 |              |                         |  |
|                    | Estadísticas | Reporte Pts Reb | Estadísticas | Pabellón: Angel Sandrin |  |

| 8 de octubre 21:00 | Ameghino     | 59–28           | Montmartre   |  |  |
|                    |              |                 |              |  |  |
|                    | Estadísticas | Reporte Pts Reb | Estadísticas |  |  |

| 14 de octubre | Instituto    | 50–55           | Quimsa       | Córdoba                 |  |
|               |              |                 |              |                         |  |
|               | Estadísticas | Reporte Pts Reb | Estadísticas | Pabellón: Angel Sandrin |  |

| 14 de octubre | Ameghino     | 61–42           | Ciclista Olímpico |  |  |
|               |              |                 |                   |  |  |
|               | Estadísticas | Reporte Pts Reb | Estadísticas      |  |  |

| 14 de octubre 20:00 | Riachuelo (LR) | 87–62           | Montmartre   |                               |  |
|                     |                |                 |              |                               |  |
|                     | Estadísticas   | Reporte Pts Reb | Estadísticas | Pabellón: Polideportivo Evita |  |

| 15 de octubre 20:00 | Ameghino     | 61–50           | Quimsa       |  |  |
|                     |              |                 |              |  |  |
|                     | Estadísticas | Reporte Pts Reb | Estadísticas |  |  |

| 15 de octubre 19:00 | Instituto    | 60–62           | Ciclista Olímpico |  |  |
|                     |              |                 |                   |  |  |
|                     | Estadísticas | Reporte Pts Reb | Estadísticas      |  |  |

| 4 de noviembre 20:00 | Montmartre   | 56–69           | Quimsa       |                           |  |
|                      |              |                 |              |                           |  |
|                      | Estadísticas | Reporte Pts Reb | Estadísticas | Pabellón: C.A. Montmartre |  |

| 4 de noviembre 21:30 | Riachuelo    | 82–64           | Ciclista Olímpico |                               |  |
|                      |              |                 |                   |                               |  |
|                      | Estadísticas | Reporte Pts Reb | Estadísticas      | Pabellón: Polideportivo Evita |  |

| 5 de noviembre 20:00 | Ameghino     | 76–49           | Instituto    |                           |  |
|                      |              |                 |              |                           |  |
|                      | Estadísticas | Reporte Pts Reb | Estadísticas | Pabellón: J.C. Contigiani |  |

| 5 de noviembre 19:00 | Riachuelo    | 62–61           | Quimsa       |                               |  |
|                      |              |                 |              |                               |  |
|                      | Estadísticas | Reporte Pts Reb | Estadísticas | Pabellón: Polideportivo Evita |  |

| 5 de noviembre 21:00 | Montmartre   | 62–54           | Ciclista Olímpico |  |  |
|                      |              |                 |                   |  |  |
|                      | Estadísticas | Reporte Pts Reb | Estadísticas      |  |  |

| 11 de noviembre 18:00 | Montmartre   | 73–66           | Instituto    |  |  |
|                       |              |                 |              |  |  |
|                       | Estadísticas | Reporte Pts Reb | Estadísticas |  |  |

| 11 de noviembre 19:00 | Riachuelo    | 0–20            | Ameghino     | La Rioja                      |  |
|                       |              |                 |              |                               |  |
|                       | Estadísticas | Reporte Pts Reb | Estadísticas | Pabellón: Polideportivo Evita |  |

| 11 de noviembre 21:00 | Ciclista Olímpico | 48–94           | Quimsa       | La Banda                  |  |
|                       |                   |                 |              |                           |  |
|                       | Estadísticas      | Reporte Pts Reb | Estadísticas | Pabellón: Vicente Rosales |  |

| 12 de noviembre 18:00 | Montmartre   | 61–72           | Ameghino     |                           |  |
|                       |              |                 |              |                           |  |
|                       | Estadísticas | Reporte Pts Reb | Estadísticas | Pabellón: C.A. Montmartre |  |

| 12 de noviembre 19:00 | Riachuelo    | 57–67           | Instituto    |                               |  |
|                       |              |                 |              |                               |  |
|                       | Estadísticas | Reporte Pts Reb | Estadísticas | Pabellón: Polideportivo Evita |  |

| 17 de noviembre 19:00 | Quimsa       | 59–46           | Instituto    | Santiago del Estero      |  |
|                       |              |                 |              |                          |  |
|                       | Estadísticas | Reporte Pts Reb | Estadísticas | Pabellón: Estadio Ciudad |  |

| 17 de noviembre 19:00 | Ciclista Olímpico | 45–92           | Ameghino     | La Banda                  |  |
|                       |                   |                 |              |                           |  |
|                       | Estadísticas      | Reporte Pts Reb | Estadísticas | Pabellón: Vicente Rosales |  |

| 18 noviembre 19:00 | Quimsa       | 75–81           | Ameghino     | Santiago del Estero      |  |
|                    |              |                 |              |                          |  |
|                    | Estadísticas | Reporte Pts Reb | Estadísticas | Pabellón: Estadio Ciudad |  |

| 18 noviembre 18:00 | Ciclista Olímpico | 64–70           | Instituto    |                           |  |
|                    |                   |                 |              |                           |  |
|                    | Estadísticas      | Reporte Pts Reb | Estadísticas | Pabellón: Vicente Rosales |  |

#### Play-in
| 26 noviembre 20:00 | Riachuelo    | 70–62           | Instituto    | La Rioja                    |  |
|                    |              |                 |              |                             |  |
|                    | Estadísticas | Reporte Pts Reb | Estadísticas | Pabellón: Estadio Superdomo |  |

| 26 noviembre 21:00 | Olímpico     | 79–75           | Montmartre   | La Banda                          |  |
|                    |              |                 |              |                                   |  |
|                    | Estadísticas | Reporte Pts Reb | Estadísticas | Pabellón: Estadio Vicente Rosales |  |

#### Semifinales
| 2 de diciembre 19:00 | Riachuelo    | 68–74           | Ameghino     |                              |  |
|                      |              |                 |              |                              |  |
|                      | Estadísticas | Reporte Pts Reb | Estadísticas | Pabellón: C.A. Independiente |  |

| 2 de diciembre 21:00 | Olímpico     | 48–65           | Quimsa       | La Banda                          |  |
|                      |              |                 |              |                                   |  |
|                      | Estadísticas | Reporte Pts Reb | Estadísticas | Pabellón: Estadio Vicente Rosales |  |

| 9 de diciembre 20:00 | Ameghino                    | 57–47           | Riachuelo    |                      |  |
|                      |                             |                 |              |                      |  |
|                      | Estadísticas Chinna Fair 17 | Reporte Pts Reb | Estadísticas | Pabellón: Contigiani |  |

| 9 de diciembre 21:00 | Quimsa       | 50–54           | Olímpico     | Santiago del Estero      |  |
|                      |              |                 |              |                          |  |
|                      | Estadísticas | Reporte Pts Reb | Estadísticas | Pabellón: Estadio Ciudad |  |

| 10 de diciembre 21:00 | Quimsa                           | 58–41           | Olímpico     | Santiago del Estero      |  |
|                       |                                  |                 |              |                          |  |
|                       | Estadísticas Johanna Puchetti 18 | Reporte Pts Reb | Estadísticas | Pabellón: Estadio Ciudad |  |

### Conferencia sur

#### Fase regular
| Equipo | Equipo           | PJ | PG | PP | Pts | PF  | PC  | Coc   |
| ------ | ---------------- | -- | -- | -- | --- | --- | --- | ----- |
| 1.º    | Ferro            | 8  | 8  | 0  | 16  | 588 | 490 | 1     |
| 2.º    | Obras            | 8  | 6  | 2  | 14  | 615 | 479 | 0.75  |
| 3.º    | Dep. Berazategui | 8  | 3  | 5  | 11  | 451 | 490 | 0.375 |
| 4.º    | Union Florida    | 8  | 2  | 6  | 10  | 448 | 497 | 0.25  |
| 5.º    | Rocamora         | 8  | 1  | 7  | 9   | 449 | 595 | 0.125 |

|  |                             |
|  | Clasificados a semifinales. |
|  | Clasificados al play-in.    |

| 21 de septiembre 21:00 | Rocamora     | 57–72           | Ferro        | Concepción del Uruguay (Entre Ríos) |  |
|                        |              |                 |              |                                     |  |
|                        | Estadísticas | Reporte Pts Reb | Estadísticas | Pabellón: Julio Cesar Paccagnella   |  |

| 21 de septiembre 21:00 | Berazategui  | 55–61           | Unión Florida | Buenos Aires             |  |
|                        |              |                 |               |                          |  |
|                        | Estadísticas | Reporte Pts Reb | Estadísticas  | Pabellón: Héctor Etchart |  |

| 30 de septiembre 21:30 | Ferro        | 58–49           | Unión Florida | Buenos Aires                     |  |
|                        |              |                 |               |                                  |  |
|                        | Estadísticas | Reporte Pts Reb | Estadísticas  | Pabellón: Estadio Hector Etchart |  |

| 1 de octubre 20:30 | Unión Florida | 49–66           | Obras        | Vicente Lopez                             |  |
|                    |               |                 |              |                                           |  |
|                    | Estadísticas  | Reporte Pts Reb | Estadísticas | Pabellón: Estadio Ciudad de Vicente Lopez |  |

| 7 de octubre 20:00 | Rocamora     | 52–68           | Berazategui  | Concepción del Uruguay (Entre Ríos) |  |
|                    |              |                 |              |                                     |  |
|                    | Estadísticas | Reporte Pts Reb | Estadísticas | Pabellón: Julio Cesar Paccagnella   |  |

| 9 de octubre 19:00 | Obras        | 77–83           | Ferro        | CABA                    |  |
|                    |              |                 |              |                         |  |
|                    | Estadísticas | Reporte Pts Reb | Estadísticas | Pabellón: Estadio Obras |  |

| 11 de octubre 20:00 | Obras        | 75–55           | Berazategui  | CABA                    |  |
|                     |              |                 |              |                         |  |
|                     | Estadísticas | Reporte Pts Reb | Estadísticas | Pabellón: Estadio Obras |  |

| 14 de octubre 21:00 | Berazategui  | 43–79           | Obras        | Buenos Aires                     |  |
|                     |              |                 |              |                                  |  |
|                     | Estadísticas | Reporte Pts Reb | Estadísticas | Pabellón: Estadio Héctor Etchart |  |

| 14 de octubre 19:00 | Rocamora     | 77–58           | Unión Florida | Concepción del Uruguay (Entre Ríos) |  |
|                     |              |                 |               |                                     |  |
|                     | Estadísticas | Reporte Pts Reb | Estadísticas  | Pabellón: Julio Cesar Paccagnella   |  |

| 15 de octubre 21:00 | Berazategui  | 58–60           | Ferro        | Buenos Aires                     |  |
|                     |              |                 |              |                                  |  |
|                     | Estadísticas | Reporte Pts Reb | Estadísticas | Pabellón: Estadio Hector Etchart |  |

| 18 de octubre | Obras        | 64–53           | Unión Florida | Buenos Aires            |  |
|               |              |                 |               |                         |  |
|               | Estadísticas | Reporte Pts Reb | Estadísticas  | Pabellón: Estadio Obras |  |

| 7 de noviembre 19:00 | Obras        | 86–51           | Rocamora     | CABA                    |  |
|                      |              |                 |              |                         |  |
|                      | Estadísticas | Reporte Pts Reb | Estadísticas | Pabellón: Estadio Obras |  |

| 11 de noviembre 22:00 | Rocamora     | 57–85           | Obras        | Concepción del Uruguay (Entre Ríos) |  |
|                       |              |                 |              |                                     |  |
|                       | Estadísticas | Reporte Pts Reb | Estadísticas | Pabellón: Julio Cesar Paccagnella   |  |

| 11 de noviembre 20:00 | Ferro        | 56–54           | Berazategui  | Buenos Aires                     |  |
|                       |              |                 |              |                                  |  |
|                       | Estadísticas | Reporte Pts Reb | Estadísticas | Pabellón: Estadio Héctor Etchart |  |

| 12 de noviembre | Unión Florida | 55–77           | Ferro        | Vicente López                             |  |
|                 |               |                 |              |                                           |  |
|                 | Estadísticas  | Reporte Pts Reb | Estadísticas | Pabellón: Estadio Ciudad de Vicente López |  |

| 17 de noviembre 21:00 | Ferro        | 88–83           | Obras        | Buenos Aires                     |  |
|                       |              |                 |              |                                  |  |
|                       | Estadísticas | Reporte Pts Reb | Estadísticas | Pabellón: Estadio Héctor Etchart |  |

| 18 de noviembre 19:00 | Unión Florida | 69–45           | Rocamora     | Vicente López                             |  |
|                       |               |                 |              |                                           |  |
|                       | Estadísticas  | Reporte Pts Reb | Estadísticas | Pabellón: Estadio Ciudad de Vicente López |  |

| 20 de noviembre 21:00 | Unión Florida | 54–55           | Berazategui  | Vicente López                             |  |
|                       |               |                 |              |                                           |  |
|                       | Estadísticas  | Reporte Pts Reb | Estadísticas | Pabellón: Estadio Ciudad de Vicente López |  |

| 20 de noviembre 21:00 | Ferro        | 94–57           | Rocamora     | Buenos Aires                     |  |
|                       |              |                 |              |                                  |  |
|                       | Estadísticas | Reporte Pts Reb | Estadísticas | Pabellón: Estadio Héctor Etchart |  |

#### Play-in
| 26 de noviembre 20:00 | Unión Florida | 66–54           | Rocamora     | Vicente López                     |  |
|                       |               |                 |              |                                   |  |
|                       | Estadísticas  | Reporte Pts Reb | Estadísticas | Pabellón: Ciudad de Vicente López |  |

#### Semifinales
| 3 de diciembre 21:00 | Unión Florida | 65–71           | Ferro        | Vicente López                     |  |
|                      |               |                 |              |                                   |  |
|                      | Estadísticas  | Reporte Pts Reb | Estadísticas | Pabellón: Ciudad de Vicente López |  |

| 3 de diciembre 21:00 | Berazategui  | 46–73           | Obras        | CABA                             |  |
|                      |              |                 |              |                                  |  |
|                      | Estadísticas | Reporte Pts Reb | Estadísticas | Pabellón: Estadio Héctor Etchart |  |

| 9 de diciembre 11:00 | Ferro                               | 61–60           | Unión Florida                   | CABA                             |  |
|                      |                                     |                 |                                 |                                  |  |
|                      | Estadísticas Florencia Fernández 19 | Reporte Pts Reb | Estadísticas Delfina Saravia 20 | Pabellón: Estadio Héctor Etchart |  |

| 10 de diciembre 19:00 | Obras        | 55–34           | Berazategui  | CABA                               |  |
|                       |              |                 |              |                                    |  |
|                       | Estadísticas | Reporte Pts Reb | Estadísticas | Pabellón: Estadio Obras Sanitarias |  |

### Cuadro final
|  | Play-in | Play-in           | Play-in      |                       |    | Semifinales de conferencia | Semifinales de conferencia | Semifinales de conferencia | Semifinales de conferencia | Semifinales de conferencia |    |    | Final Four | Final Four | Final Four |    |  | Final | Final | Final |  |
|  |         |                   |              |                       |    |                            |                            |                            |                            |                            |    |    |            |            |            |    |  |       |       |       |  |
|  |         |                   |              |                       |    |                            |                            |                            |                            |                            |    |    |            |            |            |    |  |       |       |       |  |
|  | 3N      | Olímpico          | 70           |                       |    |                            |                            |                            |                            |                            |    |    |            |            |            |    |  |       |       |       |  |
|  | 3N      | Olímpico          | 70           |                       |    |                            |                            |                            |                            |                            |    |    |            |            |            |    |  |       |       |       |  |
|  | 6N      | Montmartre        | 62           |                       |    |                            |                            |                            |                            |                            |    |    |            |            |            |    |  |       |       |       |  |
|  | 6N      | Montmartre        | 62           |                       | 1N | Quimsa                     | 65                         | 50                         | 58                         |                            |    |    |            |            |            |    |  |       |       |       |  |
|  |         |                   |              |                       | 1N | Quimsa                     | 65                         | 50                         | 58                         |                            |    |    |            |            |            |    |  |       |       |       |  |
|  |         |                   | 4N           | Ciclista Olímpico     | 48 | 54                         | 41                         |                            |                            |                            |    |    |            |            |            |    |  |       |       |       |  |
|  |         |                   | 4N           | Ciclista Olímpico     | 48 | 54                         | 41                         |                            |                            |                            |    |    |            |            |            |    |  |       |       |       |  |
|  |         |                   |              |                       |    |                            |                            |                            |                            |                            |    |    |            |            |            |    |  |       |       |       |  |
|  |         |                   |              |                       |    |                            |                            |                            |                            |                            |    |    |            |            |            |    |  |       |       |       |  |
|  |         |                   |              |                       |    |                            |                            |                            | 1N                         | Ameghino                   | 65 |    |            |            |            |    |  |       |       |       |  |
|  |         |                   |              |                       |    |                            |                            |                            |                            |                            | 65 |    |            |            |            |    |  |       |       |       |  |
|  |         |                   | 2S           | Obras Basket          | 69 |                            |                            |                            |                            |                            |    |    |            |            |            |    |  |       |       |       |  |
|  | 4N      | Riachuelo (LR)    | 2S           | Obras Basket          | 69 | 79                         |                            |                            |                            |                            |    |    |            |            |            |    |  |       |       |       |  |
|  | 4N      | Riachuelo (LR)    |              |                       |    |                            |                            |                            |                            |                            |    |    |            |            |            |    |  |       |       |       |  |
|  | 5N      | Instituto         | 75           |                       |    |                            |                            |                            |                            |                            |    |    |            |            |            |    |  |       |       |       |  |
|  | 5N      | Instituto         | 75           |                       | 2N | Riachuelo                  | 68                         | 47                         |                            |                            |    |    |            |            |            |    |  |       |       |       |  |
|  |         |                   |              |                       | 2N | Riachuelo                  | 68                         | 47                         |                            |                            |    |    |            |            |            |    |  |       |       |       |  |
|  |         |                   | 3N           | Ameghino              | 74 | 57                         |                            |                            |                            |                            |    |    |            |            |            |    |  |       |       |       |  |
|  |         |                   | 3N           | Ameghino              | 74 | 57                         |                            |                            |                            |                            |    |    |            |            |            |    |  |       |       |       |  |
|  |         |                   |              |                       |    |                            |                            |                            |                            |                            |    |    |            |            |            |    |  |       |       |       |  |
|  |         |                   |              |                       |    |                            |                            |                            |                            |                            |    |    |            |            |            |    |  |       |       |       |  |
|  |         |                   |              |                       |    |                            |                            |                            |                            |                            |    |    |            | Ferro      | Ferro      | 81 |  |       |       |       |  |
|  |         |                   |              |                       |    |                            |                            |                            |                            |                            |    |    |            |            |            | 81 |  |       |       |       |  |
|  |         |                   | Obras Basket | Obras Basket          | 62 |                            |                            |                            |                            |                            |    |    |            |            |            |    |  |       |       |       |  |
|  |         |                   | Obras Basket | Obras Basket          | 62 |                            |                            |                            |                            |                            |    |    |            |            |            |    |  |       |       |       |  |
|  |         |                   |              |                       |    |                            |                            |                            |                            |                            |    |    |            |            |            |    |  |       |       |       |  |
|  |         |                   |              |                       |    |                            |                            |                            |                            |                            |    |    |            |            |            |    |  |       |       |       |  |
|  |         | 1S                | Ferro        | 71                    | 61 |                            |                            |                            |                            |                            |    |    |            |            |            |    |  |       |       |       |  |
|  |         |                   |              | 71                    | 61 |                            |                            |                            |                            |                            |    |    |            |            |            |    |  |       |       |       |  |
|  |         |                   | 4S           | Unión Florida         | 65 | 60                         |                            |                            |                            |                            |    |    |            |            |            |    |  |       |       |       |  |
|  | 4S      | Unión Florida     | 4S           | Unión Florida         | 65 | 60                         | 66                         |                            |                            |                            |    |    |            |            |            |    |  |       |       |       |  |
|  | 4S      | Unión Florida     |              |                       |    |                            |                            |                            |                            |                            |    |    |            |            |            |    |  |       |       |       |  |
|  | 5S      | Tomás de Rocamora | 54           |                       |    |                            |                            |                            |                            |                            |    |    |            |            |            |    |  |       |       |       |  |
|  | 5S      | Tomás de Rocamora | 54           |                       |    |                            |                            |                            |                            |                            |    | 1S | Ferro      | 74         |            |    |  |       |       |       |  |
|  |         |                   |              |                       |    |                            |                            |                            |                            |                            |    | 1S | Ferro      | 74         |            |    |  |       |       |       |  |
|  |         |                   | 2N           | Quimsa                | 71 |                            |                            |                            |                            |                            |    |    |            |            |            |    |  |       |       |       |  |
|  |         |                   | 2N           | Quimsa                | 71 |                            |                            |                            |                            |                            |    |    |            |            |            |    |  |       |       |       |  |
|  |         |                   |              |                       |    |                            |                            |                            |                            |                            |    |    |            |            |            |    |  |       |       |       |  |
|  |         |                   |              |                       |    |                            |                            |                            |                            |                            |    |    |            |            |            |    |  |       |       |       |  |
|  |         | 2S                | Obras Basket | 73                    | 55 |                            |                            |                            |                            |                            |    |    |            |            |            |    |  |       |       |       |  |
|  |         |                   |              | 73                    | 55 |                            |                            |                            |                            |                            |    |    |            |            |            |    |  |       |       |       |  |
|  |         |                   | 3S           | Deportivo Berazategui | 46 | 34                         |                            |                            |                            |                            |    |    |            |            |            |    |  |       |       |       |  |
|  |         |                   | 3S           | Deportivo Berazategui | 46 | 34                         |                            |                            |                            |                            |    |    |            |            |            |    |  |       |       |       |  |
|  |         |                   |              |                       |    |                            |                            |                            |                            |                            |    |    |            |            |            |    |  |       |       |       |  |
|  |         |                   |              |                       |    |                            |                            |                            |                            |                            |    |    |            |            |            |    |  |       |       |       |  |
|  |         |                   |              |                       |    |                            |                            |                            |                            |                            |    |    |            |            |            |    |  |       |       |       |  |
|  |         |                   |              |                       |    |                            |                            |                            |                            |                            |    |    |            |            |            |    |  |       |       |       |  |

#### Final Four
| 16 de diciembre 18:00 | Ameghino     | 65–69           | Obras        | CABA                             |  |
|                       |              |                 |              |                                  |  |
|                       | Estadísticas | Reporte Pts Reb | Estadísticas | Pabellón: Estadio Héctor Etchart |  |

| 16 de diciembre 20:30 | Ferro        | 74–71           | Quimsa       | CABA                             |  |
|                       |              |                 |              |                                  |  |
|                       | Estadísticas | Reporte Pts Reb | Estadísticas | Pabellón: Estadio Héctor Etchart |  |

#### Tercer puesto
| 17 de diciembre 18:00 | Ameghino     | 63–61           | Quimsa       | CABA                             |  |
|                       |              |                 |              |                                  |  |
|                       | Estadísticas | Reporte Pts Reb | Estadísticas | Pabellón: Estadio Héctor Etchart |  |

#### Final
| 17 de diciembre 20:30 | Ferro                                                                     | 81–62                | Obras Basket                                                       | CABA                             |  |
|                       |                                                                           |                      |                                                                    |                                  |  |
|                       | Estadísticas Florencia Fernández 21 Julia Fernández 11 Micaela Gonzalez 7 | Reporte Pts Reb Asts | Estadísticas Sidney Cooks 20 Candela Gentinetta 12 Camila Suarez 4 | Pabellón: Estadio Héctor Etchart |  |

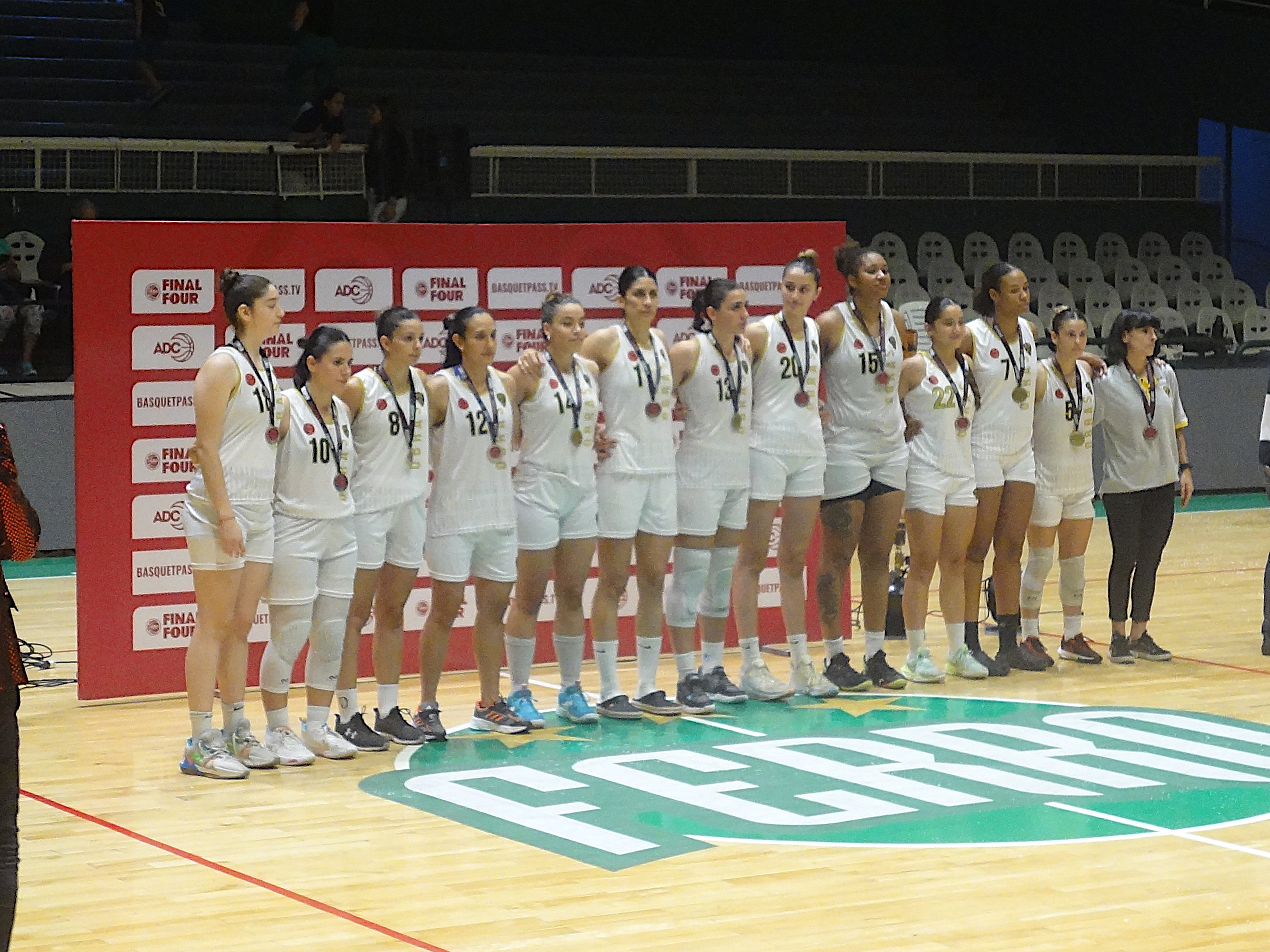
Obras, subcampeón del torneo apertura.
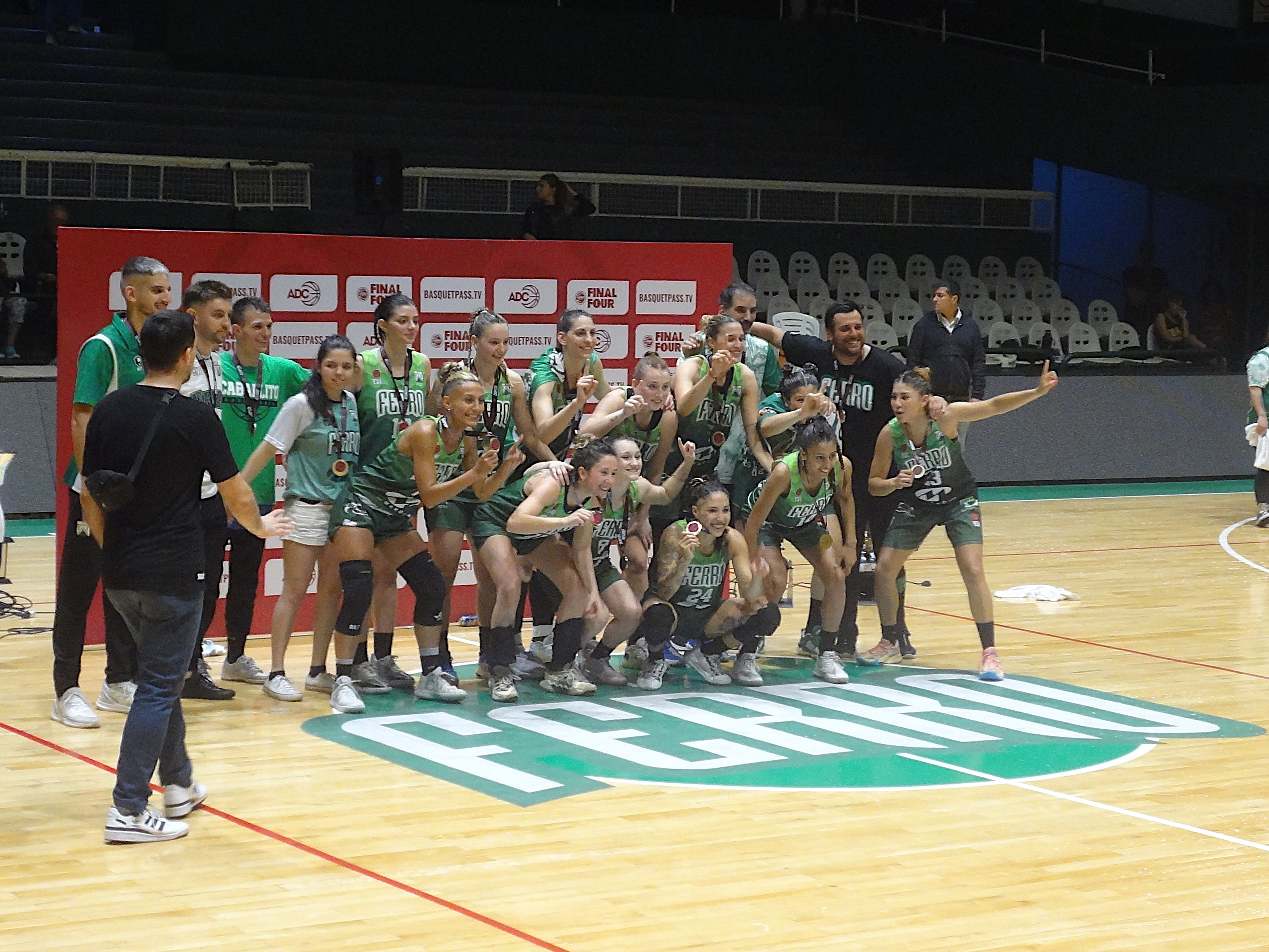
El plantel de Ferro, campeón invicto del apertura.

## Liga 2024
| Equipo | Equipo           | PJ | PG | PP | Pts | PF   | PC   | Coc  |
| ------ | ---------------- | -- | -- | -- | --- | ---- | ---- | ---- |
| 1.º    | Ferro            | 20 | 18 | 2  | 38  | 1427 | 1196 | 0.9  |
| 2.º    | Ameghino         | 20 | 16 | 4  | 36  | 1380 | 1106 | 0.8  |
| 3.º    | Obras            | 20 | 16 | 4  | 36  | 1464 | 1210 | 0.8  |
| 4.º    | Unión Florida    | 20 | 12 | 8  | 32  | 1294 | 1231 | 0.6  |
| 5.º    | Riachuelo (LR)   | 20 | 10 | 10 | 30  | 1357 | 1352 | 0.5  |
| 6.º    | Quimsa           | 20 | 9  | 11 | 29  | 1164 | 1227 | 0.45 |
| 7.º    | Rocamora         | 20 | 9  | 11 | 29  | 1234 | 1267 | 0.45 |
| 8.º    | Instituto        | 20 | 7  | 13 | 27  | 1236 | 1344 | 0.35 |
| 9.º    | Dep. Berazategui | 20 | 5  | 15 | 25  | 1149 | 1226 | 0.25 |
| 10.º   | Montmartre       | 20 | 5  | 15 | 25  | 1221 | 1356 | 0.25 |
| 11.º   | Olimpico (LB)    | 20 | 3  | 17 | 23  | 1023 | 1434 | 0.15 |

|  | Avanza a semifinales |

|  | Avanza a cuartos de final |

Actualizado al 02-04-2024. Fuente: La Liga Femenina.
Fecha 1:
| 13 de enero de 2024 20:00 | Ferro        | 80–60           | Montmartre   | CABA                             |  |
|                           |              |                 |              |                                  |  |
|                           | Estadísticas | Reporte Pts Reb | Estadísticas | Pabellón: Estadio Héctor Etchart |  |

| 13 de enero de 2024 | Obras        | 79–46           | Riachuelo    | CABA                    |  |
|                     |              |                 |              |                         |  |
|                     | Estadísticas | Reporte Pts Reb | Estadísticas | Pabellón: Estadio Obras |  |

| 13 de enero de 2024 20:00 | Instituto    | 44–66           | Berazategui  | Córdoba                         |  |
|                           |              |                 |              |                                 |  |
|                           | Estadísticas | Reporte Pts Reb | Estadísticas | Pabellón: Estadio Angel Sandrín |  |

| 13 de enero de 2024 | Ameghino     | 67–69           | Unión Florida |                              |  |
|                     |              |                 |               |                              |  |
|                     | Estadísticas | Reporte Pts Reb | Estadísticas  | Pabellón: Estadio Contegiani |  |

| 13 de enero de 2024 | Quimsa       | 42–53           | Rocamora     | Santiago del Estero      |  |
|                     |              |                 |              |                          |  |
|                     | Estadísticas | Reporte Pts Reb | Estadísticas | Pabellón: Estadio Ciudad |  |

Fecha 2:
| 14 de enero de 2024 20:00 | Ferro        | 70–54           | Riachuelo    | CABA                             |  |
|                           |              |                 |              |                                  |  |
|                           | Estadísticas | Reporte Pts Reb | Estadísticas | Pabellón: Estadio Héctor Etchart |  |

| 14 de enero de 2024 | Obras        | 74–67           | Montmartre   | CABA                    |  |
|                     |              |                 |              |                         |  |
|                     | Estadísticas | Reporte Pts Reb | Estadísticas | Pabellón: Estadio Obras |  |

| 14 de enero de 2024 | Instituto    | 52–56           | Unión Florida | Córdoba                         |  |
|                     |              |                 |               |                                 |  |
|                     | Estadísticas | Reporte Pts Reb | Estadísticas  | Pabellón: Estadio Angel Sandrín |  |

| 14 de enero de 2024 19:00 | Ameghino     | 50–47           | Berazategui  |  |  |
|                           |              |                 |              |  |  |
|                           | Estadísticas | Reporte Pts Reb | Estadísticas |  |  |

| 14 de enero de 2024 21:00 | Olímpico     | 45–60           | Rocamora     | La Banda                          |  |
|                           |              |                 |              |                                   |  |
|                           | Estadísticas | Reporte Pts Reb | Estadísticas | Pabellón: Estadio Vicente Rosales |  |

Fecha 3:
| 20 de enero de 2024 21hs | Quimsa       | 61–66           | Ferro        | Santiago del Estero      |  |
|                          |              |                 |              |                          |  |
|                          | Estadísticas | Reporte Pts Reb | Estadísticas | Pabellón: Estadio Ciudad |  |

| 20 de enero de 2024 21hs | Olímpico     | 49–85           | Obras        | La Banda                          |  |
|                          |              |                 |              |                                   |  |
|                          | Estadísticas | Reporte Pts Reb | Estadísticas | Pabellón: Estadio Vicente Rosales |  |

| 24 de enero de 2024 20hs | Berazategui  | 63–56           | Montmartre   | Lanús                     |  |
|                          |              |                 |              |                           |  |
|                          | Estadísticas | Reporte Pts Reb | Estadísticas | Pabellón: Antonio Rotilli |  |

| 24 de enero de 2024 21hs | Unión Florida | 82–67           | Riachuelo    | Vicente López                             |  |
|                          |               |                 |              |                                           |  |
|                          | Estadísticas  | Reporte Pts Reb | Estadísticas | Pabellón: Estadio Ciudad De Vicente López |  |

| 20 de enero de 2024 22hs | Rocamora     | 72–64           | Instituto    | Concepción del Uruguay                    |  |
|                          |              |                 |              |                                           |  |
|                          | Estadísticas | Reporte Pts Reb | Estadísticas | Pabellón: Estadio Julio Cesar Paccagnella |  |

Fecha 4:
| 21 de enero de 2024 20hs | Quimsa       | 54–72           | Obras        | Santiago del Estero      |  |
|                          |              |                 |              |                          |  |
|                          | Estadísticas | Reporte Pts Reb | Estadísticas | Pabellón: Estadio Ciudad |  |

| 21 de enero de 2024 22hs | Olímpico     | 56–79           | Ferro        | La Banda                          |  |
|                          |              |                 |              |                                   |  |
|                          | Estadísticas | Reporte Pts Reb | Estadísticas | Pabellón: Estadio Vicente Rosales |  |

| 25 de enero de 2024 20hs | Berazategui  | 49–59           | Riachuelo    | Lanús                     |  |
|                          |              |                 |              |                           |  |
|                          | Estadísticas | Reporte Pts Reb | Estadísticas | Pabellón: Antonio Rotilli |  |

| 25 de enero de 2024 21hs | Unión Florida | 56–40           | Montmartre   | Vicente López                             |  |
|                          |               |                 |              |                                           |  |
|                          | Estadísticas  | Reporte Pts Reb | Estadísticas | Pabellón: Estadio Ciudad De Vicente López |  |

| 22 de enero de 2024 21:00 | Rocamora     | 68–72           | Ameghino     | Concepción del Uruguay            |  |
|                           |              |                 |              |                                   |  |
|                           | Estadísticas | Reporte Pts Reb | Estadísticas | Pabellón: Julio Cesar Paccagnella |  |

Fecha 5:
| 31 de enero de 2024 20:00 | Ferro        | 75–61           | Berazategui  | CABA                             |  |
|                           |              |                 |              |                                  |  |
|                           | Estadísticas | Reporte Pts Reb | Estadísticas | Pabellón: Estadio Héctor Etchart |  |

| 31 de enero de 2024 21:00 | Obras        | 70–65           | Unión Florida | CABA                    |  |
|                           |              |                 |               |                         |  |
|                           | Estadísticas | Reporte Pts Reb | Estadísticas  | Pabellón: Estadio Obras |  |

| 27 de enero de 2024 21:00hs | Montmartre   | 49–46           | Rocamora     |                            |  |
|                             |              |                 |              |                            |  |
|                             | Estadísticas | Reporte Pts Reb | Estadísticas | Pabellón: C. A. Montmartre |  |

| 31 de enero de 2024 20:00 | Instituto    | 68–59   | Quimsa       | Angel Sandrín                                                                       |  |
|                           |              |         |              |                                                                                     |  |
|                           | Estadísticas | Pts Reb | Estadísticas | Pabellón: https://estadisticascabb.gesdeportiva.es/proximos-partidos?partido=241753 |  |

| 27 de enero de 2024 | Ameghino     | 71–27           | Olímpico     |                      |  |
|                     |              |                 |              |                      |  |
|                     | Estadísticas | Reporte Pts Reb | Estadísticas | Pabellón: Contigiani |  |

Fecha 6:
| 28 de enero de 2024 19:00hs | Ferro        | 82–66           | Unión Florida | CABA                             |  |
|                             |              |                 |               |                                  |  |
|                             | Estadísticas | Reporte Pts Reb | Estadísticas  | Pabellón: Estadio Héctor Etchart |  |

| 28 de enero de 2024 17:00 | Obras        | 74–57           | Berazategui  | CABA                    |  |
|                           |              |                 |              |                         |  |
|                           | Estadísticas | Reporte Pts Reb | Estadísticas | Pabellón: Estadio Obras |  |

| 28 de enero de 2024 21:00 | Riachuelo    | 83–67           | Rocamora     | La Rioja                     |  |
|                           |              |                 |              |                              |  |
|                           | Estadísticas | Reporte Pts Reb | Estadísticas | Pabellón: Superdomo La Rioja |  |

| 28 de enero de 2024 | Instituto    | 67–65           | Olímpico     | Córdoba                 |  |
|                     |              |                 |              |                         |  |
|                     | Estadísticas | Reporte Pts Reb | Estadísticas | Pabellón: Angel Sandrin |  |

| 30 de enero de 2024 20:00 | Ameghino     | 60–62           | Quimsa       |  |  |
|                           |              |                 |              |  |  |
|                           | Estadísticas | Reporte Pts Reb | Estadísticas |  |  |

Fecha 7:
| 3 de febrero de 2024 | Instituto    | 66–76           | Ferro        | Córdoba                 |  |
|                      |              |                 |              |                         |  |
|                      | Estadísticas | Reporte Pts Reb | Estadísticas | Pabellón: Angel Sandrín |  |

| 3 de febrero de 2024 | Ameghino     | 55–51           | Obras        | Villa María                           |  |
|                      |              |                 |              |                                       |  |
|                      | Estadísticas | Reporte Pts Reb | Estadísticas | Pabellón: Estadio Contigiani-Ameghino |  |

| 3 de febrero de 2024 | Quimsa       | 64–56           | Montmartre   | Santiago del Estero      |  |
|                      |              |                 |              |                          |  |
|                      | Estadísticas | Reporte Pts Reb | Estadísticas | Pabellón: Estadio Ciudad |  |

| 3 de febrero de 2024 | Olímpico     | 40–87           | Riachuelo    | La Banda                  |  |
|                      |              |                 |              |                           |  |
|                      | Estadísticas | Reporte Pts Reb | Estadísticas | Pabellón: Vicente Rosales |  |

| 3 de febrero de 2024 | Rocamora     | 60–51           | Berazategui  | Concepción del Uruguay           |  |
|                      |              |                 |              |                                  |  |
|                      | Estadísticas | Reporte Pts Reb | Estadísticas | Pabellón: Julio Cesar Pacagnella |  |

Fecha 8:
| 4 de febrero de 2024 | Instituto    | 60–95           | Obras        | Córdoba                 |  |
|                      |              |                 |              |                         |  |
|                      | Estadísticas | Reporte Pts Reb | Estadísticas | Pabellón: Angel Sandrín |  |

| 4 de febrero de 2024 | Ameghino     | 57–60           | Ferro        | Villa María                           |  |
|                      |              |                 |              |                                       |  |
|                      | Estadísticas | Reporte Pts Reb | Estadísticas | Pabellón: Estadio Contigiani-Ameghino |  |

| 4 de febrero de 2024 | Quimsa       | 51–57           | Riachuelo    | Santiago del Estero      |  |
|                      |              |                 |              |                          |  |
|                      | Estadísticas | Reporte Pts Reb | Estadísticas | Pabellón: Estadio Ciudad |  |

| 4 de febrero de 2024 | Olímpico     | 72–60           | Montmartre   | La Banda                  |  |
|                      |              |                 |              |                           |  |
|                      | Estadísticas | Reporte Pts Reb | Estadísticas | Pabellón: Vicente Rosales |  |

| 4 de febrero de 2024 | Rocamora     | 67–63           | Unión Florida | Concepción del Uruguay           |  |
|                      |              |                 |               |                                  |  |
|                      | Estadísticas | Reporte Pts Reb | Estadísticas  | Pabellón: Julio Cesar Pacagnella |  |

Fecha 9:
| 10 de febrero de 2024 19:00 | Obras        | 62–56           | Ferro        | CABA                    |  |
|                             |              |                 |              |                         |  |
|                             | Estadísticas | Reporte Pts Reb | Estadísticas | Pabellón: Estadio Obras |  |

| 11 de febrero de 2024 19:00 | Unión Florida | 50–48           | Berazategui  | Vicente López                             |  |
|                             |               |                 |              |                                           |  |
|                             | Estadísticas  | Reporte Pts Reb | Estadísticas | Pabellón: Estadio Ciudad De Vicente López |  |

| 10 de febrero de 2024 21:00 | Olímpico     | 54–71           | Quimsa       | La Banda                  |  |
|                             |              |                 |              |                           |  |
|                             | Estadísticas | Reporte Pts Reb | Estadísticas | Pabellón: Vicente Rosales |  |

| 10 de febrero de 2024 | Montmartre   | 70–85           | Riachuelo    |                           |  |
|                       |              |                 |              |                           |  |
|                       | Estadísticas | Reporte Pts Reb | Estadísticas | Pabellón: C.A. Montmartre |  |

| 10 de febrero de 2024 | Ameghino     | 65–48           | Instituto    | Villa María                           |  |
|                       |              |                 |              |                                       |  |
|                       | Estadísticas | Reporte Pts Reb | Estadísticas | Pabellón: Estadio Contigiani-Ameghino |  |

Fecha 10:
| 17 de febrero de 2024 | Ferro        | 69–59           | Rocamora     | CABA                             |  |
|                       |              |                 |              |                                  |  |
|                       | Estadísticas | Reporte Pts Reb | Estadísticas | Pabellón: Estadio Héctor Etchart |  |

| 17 de febrero de 2024 | Unión Florida | 68–50           | Olímpico     | Vicente López                             |  |
|                       |               |                 |              |                                           |  |
|                       | Estadísticas  | Reporte Pts Reb | Estadísticas | Pabellón: Estadio Ciudad De Vicente López |  |

| 17 de febrero de 2024 21:00 | Berazategui  | 60–72           | Quimsa       | Lanús                     |  |
|                             |              |                 |              |                           |  |
|                             | Estadísticas | Reporte Pts Reb | Estadísticas | Pabellón: Antonio Rotilli |  |

| 17 de febrero de 2024 22:00 | Montmartre   | 61–83           | Ameghino     |                            |  |
|                             |              |                 |              |                            |  |
|                             | Estadísticas | Reporte Pts Reb | Estadísticas | Pabellón: C. A. Montmartre |  |

| 19 de febrero de 2024 22:00 | Riachuelo    | 66–90           | Instituto    | La Rioja                     |  |
|                             |              |                 |              |                              |  |
|                             | Estadísticas | Reporte Pts Reb | Estadísticas | Pabellón: Superdomo La Rioja |  |

Fecha 11:
| 13 de febrero de 2024 20:00 | Obras        | 84–67           | Rocamora     | CABA                    |  |
|                             |              |                 |              |                         |  |
|                             | Estadísticas | Reporte Pts Reb | Estadísticas | Pabellón: Estadio Obras |  |

| 18 de febrero de 2024 19:00 | Unión Florida | 73–46           | Quimsa       | Vicente López                             |  |
|                             |               |                 |              |                                           |  |
|                             | Estadísticas  | Reporte Pts Reb | Estadísticas | Pabellón: Estadio Ciudad De Vicente López |  |

| 18 de febrero de 2024 19:00 | Berazategui  | 53–55           | Olímpico     | Lanús                     |  |
|                             |              |                 |              |                           |  |
|                             | Estadísticas | Reporte Pts Reb | Estadísticas | Pabellón: Antonio Rotilli |  |

| 18 de febrero de 2024 | Montmartre   | 69–61           | Instituto    |                            |  |
|                       |              |                 |              |                            |  |
|                       | Estadísticas | Reporte Pts Reb | Estadísticas | Pabellón: C. A. Montmartre |  |

| 18 de febrero de 2024 | Riachuelo    | 67–78           | Ameghino     | La Rioja                     |  |
|                       |              |                 |              |                              |  |
|                       | Estadísticas | Reporte Pts Reb | Estadísticas | Pabellón: Superdomo La Rioja |  |

Fecha 12:
| 24 de febrero de 2024 | Montmartre   | 63–74           | Ferro        |                            |  |
|                       |              |                 |              |                            |  |
|                       | Estadísticas | Reporte Pts Reb | Estadísticas | Pabellón: C. A. Montmartre |  |

| 24 de febrero de 2024 | Riachuelo    | 85–86           | Obras        | La Rioja                     |  |
|                       |              |                 |              |                              |  |
|                       | Estadísticas | Reporte Pts Reb | Estadísticas | Pabellón: Superdomo La Rioja |  |

| 24 de febrero de 2024 | Berazategui  | 62–64           | Instituto    | Lanús                     |  |
|                       |              |                 |              |                           |  |
|                       | Estadísticas | Reporte Pts Reb | Estadísticas | Pabellón: Antonio Rotilli |  |

| 24 de febrero de 2024 | Unión Florida | 64–92           | Ameghino     | Vicente López                             |  |
|                       |               |                 |              |                                           |  |
|                       | Estadísticas  | Reporte Pts Reb | Estadísticas | Pabellón: Estadio Ciudad De Vicente López |  |

| 26 de marzo de 2024 21:00 | Rocamora     | 62–76           | Quimsa       | Concepción del Uruguay            |  |
|                           |              |                 |              |                                   |  |
|                           | Estadísticas | Reporte Pts Reb | Estadísticas | Pabellón: Julio César Paccagnella |  |

Fecha 13:
| 25 de febrero de 2024 21:00 | Riachuelo    | 66–79           | Ferro        | La Rioja                     |  |
|                             |              |                 |              |                              |  |
|                             | Estadísticas | Reporte Pts Reb | Estadísticas | Pabellón: Superdomo La Rioja |  |

| 25 de febrero de 2024 20:00 | Montmartre   | 64–70           | Obras        |                            |  |
|                             |              |                 |              |                            |  |
|                             | Estadísticas | Reporte Pts Reb | Estadísticas | Pabellón: C. A. Montmartre |  |

| 25 de febrero de 2024 21:30 | Unión Florida | 68–41           | Instituto    | Vicente López                             |  |
|                             |               |                 |              |                                           |  |
|                             | Estadísticas  | Reporte Pts Reb | Estadísticas | Pabellón: Estadio Ciudad De Vicente López |  |

| 25 de febrero de 2024 | Berazategui  | 63–65           | Ameghino     | Lanús                     |  |
|                       |              |                 |              |                           |  |
|                       | Estadísticas | Reporte Pts Reb | Estadísticas | Pabellón: Antonio Rotilli |  |

| 27 de marzo de 2024 21:00 | Rocamora     | 76–41           | Olímpico     | Concepción del Uruguay            |  |
|                           |              |                 |              |                                   |  |
|                           | Estadísticas | Reporte Pts Reb | Estadísticas | Pabellón: Julio César Paccagnella |  |

Fecha 14:
| 20 de febrero de 2024 20:00 | Ferro        | 74–57           | Quimsa       | CABA                     |  |
|                             |              |                 |              |                          |  |
|                             | Estadísticas | Reporte Pts Reb | Estadísticas | Pabellón: Héctor Etchart |  |

| 20 de febrero de 2024 19:00 | Obras        | 66–35           | Olímpico     | CABA                    |  |
|                             |              |                 |              |                         |  |
|                             | Estadísticas | Reporte Pts Reb | Estadísticas | Pabellón: Estadio Obras |  |

| 2 de marzo de 2024 19:00 | Instituto    | 66–61           | Rocamora     | Córdoba                 |  |
|                          |              |                 |              |                         |  |
|                          | Estadísticas | Reporte Pts Reb | Estadísticas | Pabellón: Angel Sandrín |  |

| 2 de marzo de 2024 | Montmartre   | 51–47           | Berazategui  |                           |  |
|                    |              |                 |              |                           |  |
|                    | Estadísticas | Reporte Pts Reb | Estadísticas | Pabellón: C.A. Montmartre |  |

| 2 de marzo de 2024 21:00 | Riachuelo    | 69–74           | Unión Florida | La Rioja                     |  |
|                          |              |                 |               |                              |  |
|                          | Estadísticas | Reporte Pts Reb | Estadísticas  | Pabellón: Superdomo La Rioja |  |

Fecha 15:
| 21 de febrero de 2024 20:00 | Obras        | 75–53           | Quimsa       | CABA                    |  |
|                             |              |                 |              |                         |  |
|                             | Estadísticas | Reporte Pts Reb | Estadísticas | Pabellón: Estadio Obras |  |

| 21 de febrero de 2024 19:00 | Ferro        | 76–41           | Olímpico     | CABA                     |  |
|                             |              |                 |              |                          |  |
|                             | Estadísticas | Reporte Pts Reb | Estadísticas | Pabellón: Héctor Etchart |  |

| 3 de marzo de 2024 18:00 | Ameghino     | 56–40           | Rocamora     | Villa María                           |  |
|                          |              |                 |              |                                       |  |
|                          | Estadísticas | Reporte Pts Reb | Estadísticas | Pabellón: Estadio Contigiani-Ameghino |  |

| 3 de marzo de 2024 19:00 | Riachuelo    | 70–58           | Berazategui  | La Rioja                     |  |
|                          |              |                 |              |                              |  |
|                          | Estadísticas | Reporte Pts Reb | Estadísticas | Pabellón: Superdomo La Rioja |  |

| 3 de marzo de 2024 21:00 | Montmartre   | 73–59           | Unión Florida |                           |  |
|                          |              |                 |               |                           |  |
|                          | Estadísticas | Reporte Pts Reb | Estadísticas  | Pabellón: C.A. Montmartre |  |

Fecha 16:
| 11 de marzo de 2024 21:00 | Berazategui  | 53–74           | Ferro        | Temperley                       |  |
|                           |              |                 |              |                                 |  |
|                           | Estadísticas | Reporte Pts Reb | Estadísticas | Pabellón: Alejandro "Palo" Metz |  |

| 11 de marzo de 2024 21:00 | Unión Florida | 56–71           | Obras        | Vicente López                     |  |
|                           |               |                 |              |                                   |  |
|                           | Estadísticas  | Reporte Pts Reb | Estadísticas | Pabellón: Ciudad de Vicente López |  |

| 12 de marzo de 2024 21:00 | Rocamora     | 70–61           | Montmartre   | Concepción del Uruguay            |  |
|                           |              |                 |              |                                   |  |
|                           | Estadísticas | Reporte Pts Reb | Estadísticas | Pabellón: Julio Cesar Paccagnella |  |

| 9 de marzo de 2024 17:00 | Quimsa       | 55–48           | Instituto    | Santiago del Estero      |  |
|                          |              |                 |              |                          |  |
|                          | Estadísticas | Reporte Pts Reb | Estadísticas | Pabellón: Estadio Ciudad |  |

| 9 de marzo de 2024 | Olímpico     | 34–103          | Ameghino     | La Banda                     |  |
|                    |              |                 |              |                              |  |
|                    | Estadísticas | Reporte Pts Reb | Estadísticas | Pabellón: Estadio Centenario |  |

Fecha 17:
| 10 de marzo de 2024 21:00 | Unión Florida | 49–59           | Ferro        | Vicente López                             |  |
|                           |               |                 |              |                                           |  |
|                           | Estadísticas  | Reporte Pts Reb | Estadísticas | Pabellón: Estadio Ciudad De Vicente López |  |

| 14 de marzo de 2024 21:00 | Berazategui  | 59–54           | Obras        | Lanús                     |  |
|                           |              |                 |              |                           |  |
|                           | Estadísticas | Reporte Pts Reb | Estadísticas | Pabellón: Antonio Rotilli |  |

| 13 de marzo de 2024 21:00 | Rocamora     | 62–57           | Riachuelo    | Concepción del Uruguay            |  |
|                           |              |                 |              |                                   |  |
|                           | Estadísticas | Reporte Pts Reb | Estadísticas | Pabellón: Julio Cesar Paccagnella |  |

| 10 de marzo de 2024 21:00 | Olímpico     | 57–71           | Instituto    | La Banda                     |  |
|                           |              |                 |              |                              |  |
|                           | Estadísticas | Reporte Pts Reb | Estadísticas | Pabellón: Estadio Centenario |  |

| 8 de marzo de 2024 16:30 | Quimsa       | 41–52           | Ameghino     | Santiago del Estero      |  |
|                          |              |                 |              |                          |  |
|                          | Estadísticas | Reporte Pts Reb | Estadísticas | Pabellón: Estadio Ciudad |  |

Fecha 18:
| 16 de marzo de 2024 22:00 | Ferro        | 76–75           | Instituto    | CABA                             |  |
|                           |              |                 |              |                                  |  |
|                           | Estadísticas | Reporte Pts Reb | Estadísticas | Pabellón: Estadio Héctor Etchart |  |

| 18 de marzo de 2024 20:00 | Obras        | 67–71           | Ameghino     | CABA                               |  |
|                           |              |                 |              |                                    |  |
|                           | Estadísticas | Reporte Pts Reb | Estadísticas | Pabellón: Estadio Obras Sanitarias |  |

| 16 de marzo de 2024 20:00 | Montmartre   | 63–64           | Quimsa       |                           |  |
|                           |              |                 |              |                           |  |
|                           | Estadísticas | Reporte Pts Reb | Estadísticas | Pabellón: C.A. Montmartre |  |

| 16 de marzo de 2024 | Riachuelo    | 83–54           | Olímpico     |                            |  |
|                     |              |                 |              |                            |  |
|                     | Estadísticas | Reporte Pts Reb | Estadísticas | Pabellón: La caldera verde |  |

| 16 de marzo de 2024 | Berazategui  | 60–43           | Rocamora     | Lanús                     |  |
|                     |              |                 |              |                           |  |
|                     | Estadísticas | Reporte Pts Reb | Estadísticas | Pabellón: Antonio Rotilli |  |

Fecha 19:
| 17 de marzo de 2024 19:00 | Obras        | 86–70           | Instituto    | CABA                               |  |
|                           |              |                 |              |                                    |  |
|                           | Estadísticas | Reporte Pts Reb | Estadísticas | Pabellón: Estadio Obras Sanitarias |  |

| 17 de marzo de 2024 20:00 | Ferro        | 62–55           | Ameghino     | CABA                             |  |
|                           |              |                 |              |                                  |  |
|                           | Estadísticas | Reporte Pts Reb | Estadísticas | Pabellón: Estadio Héctor Etchart |  |

| 17 de marzo de 2024 20:30 | Riachuelo    | 62–57           | Quimsa       |                            |  |
|                           |              |                 |              |                            |  |
|                           | Estadísticas | Reporte Pts Reb | Estadísticas | Pabellón: La caldera verde |  |

| 17 de marzo de 2024 18:00 | Montmartre   | 72–70           | Olímpico     |                           |  |
|                           |              |                 |              |                           |  |
|                           | Estadísticas | Reporte Pts Reb | Estadísticas | Pabellón: C.A. Montmartre |  |

| 17 de marzo de 2024 20:00 | Unión Florida | 86–66           | Rocamora     | Vicente López                             |  |
|                           |               |                 |              |                                           |  |
|                           | Estadísticas  | Reporte Pts Reb | Estadísticas | Pabellón: Estadio Ciudad de Vicente López |  |

Fecha 20:
| 22 de marzo de 2024 20:00 | Rocamora     | 72–71           | Obras        | Concepción del Uruguay            |  |
|                           |              |                 |              |                                   |  |
|                           | Estadísticas | Reporte Pts Reb | Estadísticas | Pabellón: Julio Cesar Paccagnella |  |

| 22 de marzo de 2024 21:00 | Quimsa       | 48–60           | Unión Florida | Santiago del Estero      |  |
|                           |              |                 |               |                          |  |
|                           | Estadísticas | Reporte Pts Reb | Estadísticas  | Pabellón: Estadio Ciudad |  |

| 22 de marzo de 2024 22:00 | Olímpico     | 66–69           | Berazategui  | La Banda                  |  |
|                           |              |                 |              |                           |  |
|                           | Estadísticas | Reporte Pts Reb | Estadísticas | Pabellón: Vicente Rosales |  |

| 22 de marzo de 2024 | Instituto    | 62–48           | Montmartre   | Córdoba                 |  |
|                     |              |                 |              |                         |  |
|                     | Estadísticas | Reporte Pts Reb | Estadísticas | Pabellón: Angel Sandrín |  |

| 22 de marzo de 2024 | Ameghino     | 78–46           | Riachuelo    | Villa María                     |  |
|                     |              |                 |              |                                 |  |
|                     | Estadísticas | Reporte Pts Reb | Estadísticas | Pabellón: Salón de los deportes |  |

Fecha 21:
| 23 de marzo de 2024 | Rocamora     | 63–71           | Ferro        | Concepción del Uruguay            |  |
|                     |              |                 |              |                                   |  |
|                     | Estadísticas | Reporte Pts Reb | Estadísticas | Pabellón: Julio Cesar Paccagnella |  |

| 23 de marzo de 2024 | Olímpico     | 61–58           | Unión Florida | La Banda                  |  |
|                     |              |                 |               |                           |  |
|                     | Estadísticas | Reporte Pts Reb | Estadísticas  | Pabellón: Vicente Rosales |  |

| 23 de marzo de 2024 | Quimsa       | 72–61           | Berazategui  | Santiago del Estero      |  |
|                     |              |                 |              |                          |  |
|                     | Estadísticas | Reporte Pts Reb | Estadísticas | Pabellón: Estadio Ciudad |  |

| 23 de marzo de 2024 | Ameghino     | 65–62           | Montmartre   | Villa María                     |  |
|                     |              |                 |              |                                 |  |
|                     | Estadísticas | Reporte Pts Reb | Estadísticas | Pabellón: Salón de los deportes |  |

| 23 de marzo de 2024 | Instituto    | 52–57           | Riachuelo    | Cordoba                 |  |
|                     |              |                 |              |                         |  |
|                     | Estadísticas | Reporte Pts Reb | Estadísticas | Pabellón: Angel Sandrín |  |

Fecha 22:
| 30 de marzo de 2024 21:00 | Ferro        | 69–72           | Obras        | CABA           |  |
|                           |              |                 |              |                |  |
|                           | Estadísticas | Reporte Pts Reb | Estadísticas | Pabellón: CABA |  |

| 28 de marzo de 2024 21:00 | Berazategui  | 62–72   | Unión Florida | Temperley                       |  |
|                           |              |         |               |                                 |  |
|                           | Estadísticas | Pts Reb | Estadísticas  | Pabellón: Alejandro "Palo" Metz |  |

| 30 de marzo de 2024 20:00 | Quimsa       | 59–51           | Olímpico     | Santiago del Estero      |  |
|                           |              |                 |              |                          |  |
|                           | Estadísticas | Reporte Pts Reb | Estadísticas | Pabellón: Estadio Ciudad |  |

| 30 de marzo de 2024 20:00 | Riachuelo    | 91–76           | Montmartre   | La Rioja                     |  |
|                           |              |                 |              |                              |  |
|                           | Estadísticas | Reporte Pts Reb | Estadísticas | Pabellón: Superdomo La Rioja |  |

| 30 de marzo de 2024 20:00 | Instituto    | 67–85           | Ameghino     | Córdoba                 |  |
|                           |              |                 |              |                         |  |
|                           | Estadísticas | Reporte Pts Reb | Estadísticas | Pabellón: Angel Sandrín |  |

### Estadísticas por jugadoras
Finalizada la fase regular, la liga publicó el siguiente ranking de jugadoras en diversos rubros:
| N° | Nombre y Apellido   | Equipo        | Puntos p/partido |    | N°                | Nombre y Apellido | Equipo | Triples |                     | N°            | Nombre y Apellido | Equipos | Rebotes            |            | N°  | Nombre y Apellido | Equipo              | Asist.        |      | N° | Nombre y Apellido | Equipos | Valoración |
| 1  | Paloma Niz          | Montmartre    | 17               | 1  | Candela Foresto   | Instituto         | 45     | 1       | Florencia Fernández | Ferro         | 13,3              | 1       | Candela Foresto    | Instituto  | 4,8 | 1                 | Florencia Fernández | Ferro         | 24,9 |    |                   |         |            |
| 2  | Camila Suarez       | Obras         | 16,9             | 2  | Lucia Juárez      | Instituto         | 45     | 2       | Nija Collier        | Ameghino      | 12,1              | 2       | Julieta Sienra     | Quimsa     | 3,4 | 2                 | Paloma Niz          | Montmartre    | 22,6 |    |                   |         |            |
| 3  | Stefania Lucero     | Olímpico      | 16,5             | 3  | Josefina Zeballos | Ameghino          | 37     | 3       | Stefania Lucero     | Olímpico      | 10,5              | 3       | Antonella González | Rocamora   | 2,9 | 3                 | Nija Collier        | Ameghino      | 22,1 |    |                   |         |            |
| 4  | Candela Foresto     | Instituto     | 15,7             | 4  | Laila Raviolo     | Riachuelo         | 36     | 4       | Candela Gentinetta  | Obras         | 10                | 4       | Camila Suarez      | Obras      | 2,8 | 4                 | Carla Miculka       | Unión Florida | 21,2 |    |                   |         |            |
| 5  | Florencia Fernández | Ferro         | 15,3             | 5  | Angelia Giacone   | Quimsa            | 35     | 5       | Carla Miculka       | Unión Florida | 10                | 5       | Micaela González   | Ferro      | 2,8 | 5                 | Candela Gentinetta  | Obras         | 20,7 |    |                   |         |            |
| 6  | Candela Gentinetta  | Obras         | 14,1             | 6  | Jenifer Muñoz     | Obras             | 35     | 6       | Rocío Sagardoy      | Instituto     | 9,9               | 6       | Laila Raviolo      | Riachuelo  | 2,8 | 6                 | Laila Raviolo       | Riachuelo     | 19,1 |    |                   |         |            |
| 7  | Laila Raviolo       | Riachuelo     | 14               | 7  | Gisel Botta       | Instituto         | 33     | 7       | Gisel Botta         | Instituto     | 9,7               | 7       | Andrea Rébola      | Montmartre | 2,6 | 7                 | Camila Suarez       | Obras         | 17,7 |    |                   |         |            |
| 8  | Carla Miculka       | Unión Florida | 13,8             | 8  | Julieta Sienra    | Quimsa            | 33     | 8       | Andrea Aquino       | Obras         | 9,5               | 8       | Florencia Ortiz    | Riachuelo  | 2,6 | 8                 | Stefania Lucero     | Olímpico      | 17,2 |    |                   |         |            |
| 9  | Josefina Zeballos   | Ameghino      | 13,1             | 9  | Brisa Pérez       | Instituto         | 32     | 9       | Candela Ruffino     | Berazategui   | 8,4               | 9       | Paloma Niz         | Montmartre | 2,4 | 9                 | Candela Foresto     | Instituto     | 15,2 |    |                   |         |            |
| 10 | Aldana Piñeiro      | Rocamora      | 12,9             | 10 | Camila Suarez     | Obras             | 32     | 10      | Laila Raviolo       | Riachuelo     | 8,4               | 10      | Regina Carosio     | Ameghino   | 2,3 | 10                | Andrea Rébola       | Montmartre    | 14,5 |    |                   |         |            |
| 11 | Nija Collier        | Ameghino      | 12,9             |    |                   |                   |        |         |                     |               |                   |         |                    |            |     |                   |                     |               |      |    |                   |         |            |

### Play-offs
|  | Cuartos de final | Cuartos de final | Cuartos de final | Cuartos de final | Cuartos de final |    |    | Semifinales | Semifinales | Semifinales | Semifinales |  |               | Final         | Final | Final | Final | Final | Final |  |
|  |                  |                  |                  |                  |                  |    |    |             |             |             |             |  |               |               |       |       |       |       |       |  |
|  |                  |                  |                  |                  |                  |    |    |             |             |             |             |  |               |               |       |       |       |       |       |  |
|  |                  |                  |                  |                  |                  |    |    |             |             |             |             |  |               |               |       |       |       |       |       |  |
|  |                  |                  |                  |                  |                  |    |    |             |             |             |             |  |               |               |       |       |       |       |       |  |
|  |                  |                  |                  |                  |                  |    |    |             |             |             |             |  |               |               |       |       |       |       |       |  |
|  |                  | 1                | Ferro            | 49               | 72               |    |    |             |             |             |             |  |               |               |       |       |       |       |       |  |
|  |                  |                  |                  |                  |                  |    |    |             |             |             |             |  |               |               |       |       |       |       |       |  |
|  |                  |                  | 4                | Unión Florida    | 74               | 75 |    |             |             |             |             |  |               |               |       |       |       |       |       |  |
|  | 4                | Unión Florida    | 4                | Unión Florida    | 74               | 75 | 66 | 68          | 67          |             |             |  |               |               |       |       |       |       |       |  |
|  | 4                | Unión Florida    |                  |                  |                  |    |    |             | 67          |             |             |  |               |               |       |       |       |       |       |  |
|  | 5                | Riachuelo (LR)   | 75               | 55               | 53               |    |    |             |             |             |             |  |               |               |       |       |       |       |       |  |
|  | 5                | Riachuelo (LR)   | 75               | 55               | 53               |    |    |             |             |             |             |  | Unión Florida | Unión Florida | 52    | 76    | 62    | 56    |       |  |
|  |                  |                  |                  |                  |                  |    |    |             |             |             |             |  | Unión Florida | Unión Florida | 52    | 76    | 62    | 56    |       |  |
|  |                  |                  | Obras            | Obras            | 63               | 65 | 50 | 50          |             |             |             |  |               |               |       |       |       |       |       |  |
|  |                  |                  | Obras            | Obras            | 63               | 65 | 50 | 50          |             |             |             |  |               |               |       |       |       |       |       |  |
|  |                  |                  |                  |                  |                  |    |    |             |             |             |             |  |               |               |       |       |       |       |       |  |
|  |                  |                  |                  |                  |                  |    |    |             |             |             |             |  |               |               |       |       |       |       |       |  |
|  |                  | 2                | Ameghino         | 45               | 76               |    |    |             |             |             |             |  |               |               |       |       |       |       |       |  |
|  |                  |                  |                  |                  |                  |    |    |             |             |             |             |  |               |               |       |       |       |       |       |  |
|  |                  |                  | 3                | Obras            | 57               | 83 |    |             |             |             |             |  |               |               |       |       |       |       |       |  |
|  | 3                | Obras            | 3                | Obras            | 57               | 83 | 61 | 68          |             |             |             |  |               |               |       |       |       |       |       |  |
|  | 3                | Obras            |                  |                  |                  |    |    |             |             |             |             |  |               |               |       |       |       |       |       |  |
|  | 6                | Quimsa           | 56               | 58               |                  |    |    |             |             |             |             |  |               |               |       |       |       |       |       |  |
|  | 6                | Quimsa           | 56               | 58               |                  |    |    |             |             |             |             |  |               |               |       |       |       |       |       |  |
|  |                  |                  |                  |                  |                  |    |    |             |             |             |             |  |               |               |       |       |       |       |       |  |

#### Cuartos de final
| 5 de abril 18:30 | Riachuelo (LR) | 75–66           | Unión Florida | La Rioja |  |
|                  |                |                 |               |          |  |
|                  | Estadísticas   | Reporte Pts Reb | Estadísticas  |          |  |

| 6 de abril 21:00 | Quimsa       | 56–61           | Obras        | Santiago del Estero |  |
|                  |              |                 |              |                     |  |
|                  | Estadísticas | Reporte Pts Reb | Estadísticas |                     |  |

| 9 de abril 20:00 | Obras        | 68–58           | Quimsa       | CABA                    |  |
|                  |              |                 |              |                         |  |
|                  | Estadísticas | Reporte Pts Reb | Estadísticas | Pabellón: Estadio Obras |  |

| 10 de abril 21:00 | Unión Florida | 68–55           | Riachuelo (LR) | Vicente López                             |  |
|                   |               |                 |                |                                           |  |
|                   | Estadísticas  | Reporte Pts Reb | Estadísticas   | Pabellón: Estadio Ciudad De Vicente López |  |

| 11 de abril 21:00 | Unión Florida | 67–53           | Riachuelo (LR) | Vicente López                             |  |
|                   |               |                 |                |                                           |  |
|                   | Estadísticas  | Reporte Pts Reb | Estadísticas   | Pabellón: Estadio Ciudad De Vicente López |  |

#### Semifinales
| 14/04/2024 20:00 | Obras        | 57–45           | Ameghino     | CABA                    |  |
|                  |              |                 |              |                         |  |
|                  | Estadísticas | Reporte Pts Reb | Estadísticas | Pabellón: Estadio Obras |  |

| 14/04/2024 21:00 | Unión Florida | 74–49           | Ferro        | Vicente López                             |  |
|                  |               |                 |              |                                           |  |
|                  | Estadísticas  | Reporte Pts Reb | Estadísticas | Pabellón: Estadio Ciudad De Vicente López |  |

| 17/04/2024 21:00 | Ameghino     | 76–83           | Obras        | Villa María |  |
|                  |              |                 |              |             |  |
|                  | Estadísticas | Reporte Pts Reb | Estadísticas |             |  |

| 17/04/2024 20:00 | Ferro        | 72–75           | Unión Florida | CABA                         |  |
|                  |              |                 |               |                              |  |
|                  | Estadísticas | Reporte Pts Reb | Estadísticas  | Pabellón: Estadio Luis Conde |  |

#### Final
| 21/04/2024 19:00 | Obras        | 63–52           | Unión Florida | CABA                    |  |
|                  |              |                 |               |                         |  |
|                  | Estadísticas | Reporte Pts Reb | Estadísticas  | Pabellón: Estadio Obras |  |

| 22/04/2024 20:00 | Obras        | 65–76           | Unión Florida | CABA                    |  |
|                  |              |                 |               |                         |  |
|                  | Estadísticas | Reporte Pts Reb | Estadísticas  | Pabellón: Estadio Obras |  |

| 28/04/2024 20:00 | Unión Florida | 62–50           | Obras        | Vicente López                             |  |
|                  |               |                 |              |                                           |  |
|                  | Estadísticas  | Reporte Pts Reb | Estadísticas | Pabellón: Estadio Ciudad de Vicente López |  |

| 30/04/2024 21:30 | Unión Florida                                                | 56–50                | Obras                                                                | Vicente López                             |  |
|                  |                                                              |                      |                                                                      |                                           |  |
|                  | Estadísticas Martinez, M. 14 Carla Miculka 14 Martinez, M. 3 | Reporte Pts Reb Asts | Estadísticas Alma Bourgarel 12 Candela Gentinetta 17 Camila Suárez 2 | Pabellón: Estadio Ciudad de Vicente López |  |